# Автомагістраль А49 (Франція)
Автомагістраль A49 — автомагістраль у Франції. Дорога забезпечує сполучення Роман-сюр-Ізер (Валенс) з Греноблем.

## Історія
Перша ділянка була відкрита в 1991 році між розв'язкою з A48 у напрямку Ворепп і розв'язкою в Тюллен (N°11). Його розширення до Романс-сюр-Ізер було відкрито в 1992 році.